# Осорно (вулкан)
Осорно (исп. Osorno) — активный вулкан в Андах на территории Чили.

## География
Вулкан расположен между озёрами Льянкиуэ и Тодос-лос-Сантос на западном склоне Главной Кордильеры на границе между провинциями Осорно и Льянкиуэ в области Лос-Лагос. Относится к стратовулканам. Высота 2652 метра.
Находится на территории Национального парка Висенте-Перес-Росалес, старейшего национального парка Чили, основанного в 1926 году.
Осорно является одним из самых активных вулканов на юге чилийских Анд, зафиксировано 11 извержений в период между 1575 и 1869 годом. Чарльз Дарвин наблюдал извержение Осорно 19 января 1835 года во время своего кругосветного путешествия на корабле «Бигль».